# Arkitekturskolan (KTH)
Arkitekturskolan vid Kungliga Tekniska Högskolan i Stockholm var en institution som inrättades 1876. Skolan var länge en egen fackskola, men ingår idag i Skolan för arkitektur och samhällsbyggnads verksamhet.  Skolan var en utveckling av tidigare arkitekturutbildningen under Konstakademien i Stockholm. På så sätt kan man säga att utbildningen vid KTH tillsammans med vidareutbildningen vid Arkitekturskolan KKH är den äldsta arkitekturutbildningen i Sverige.

## Lokaler

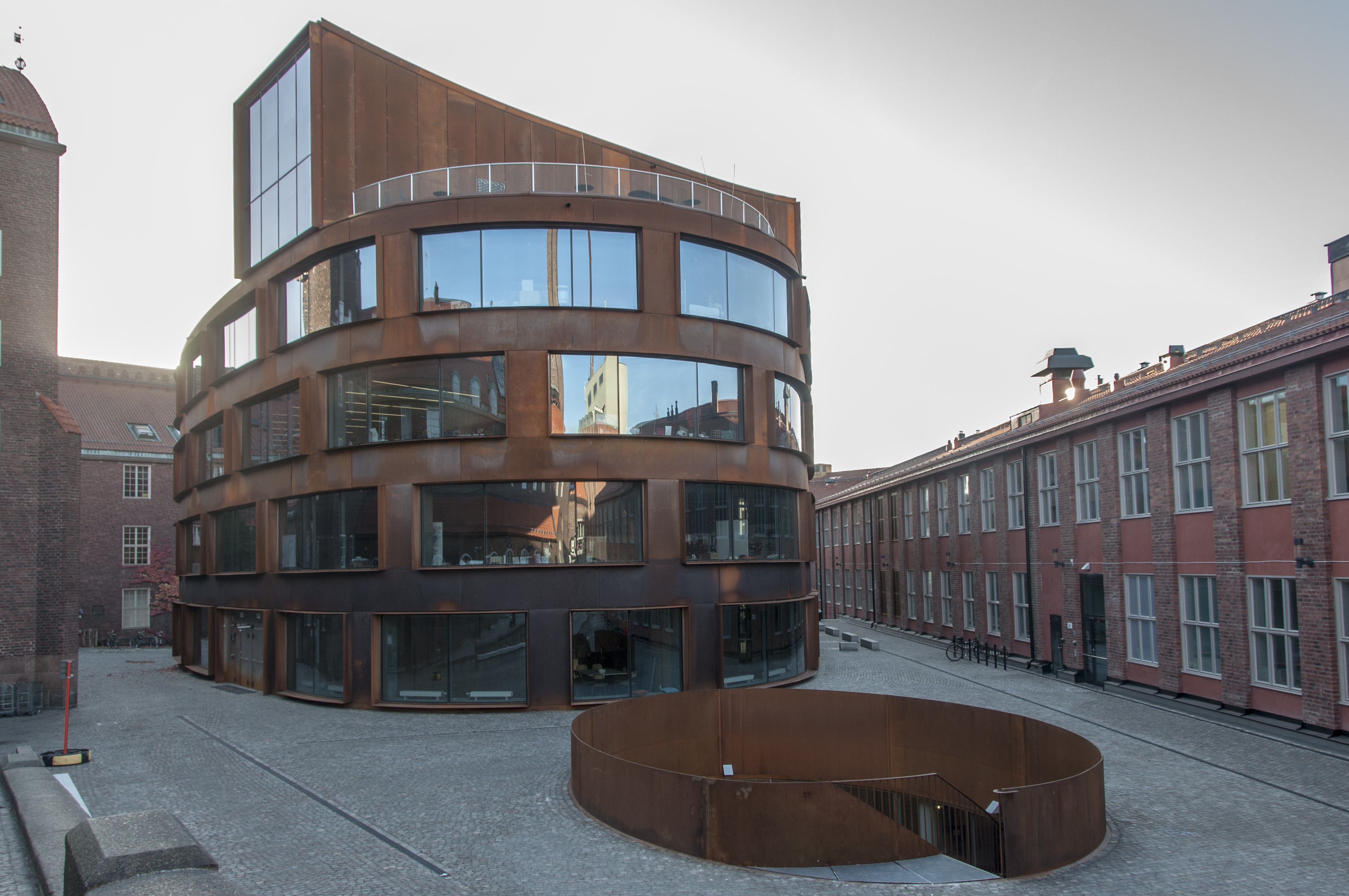
Arkitekturskolans byggnad på KTH

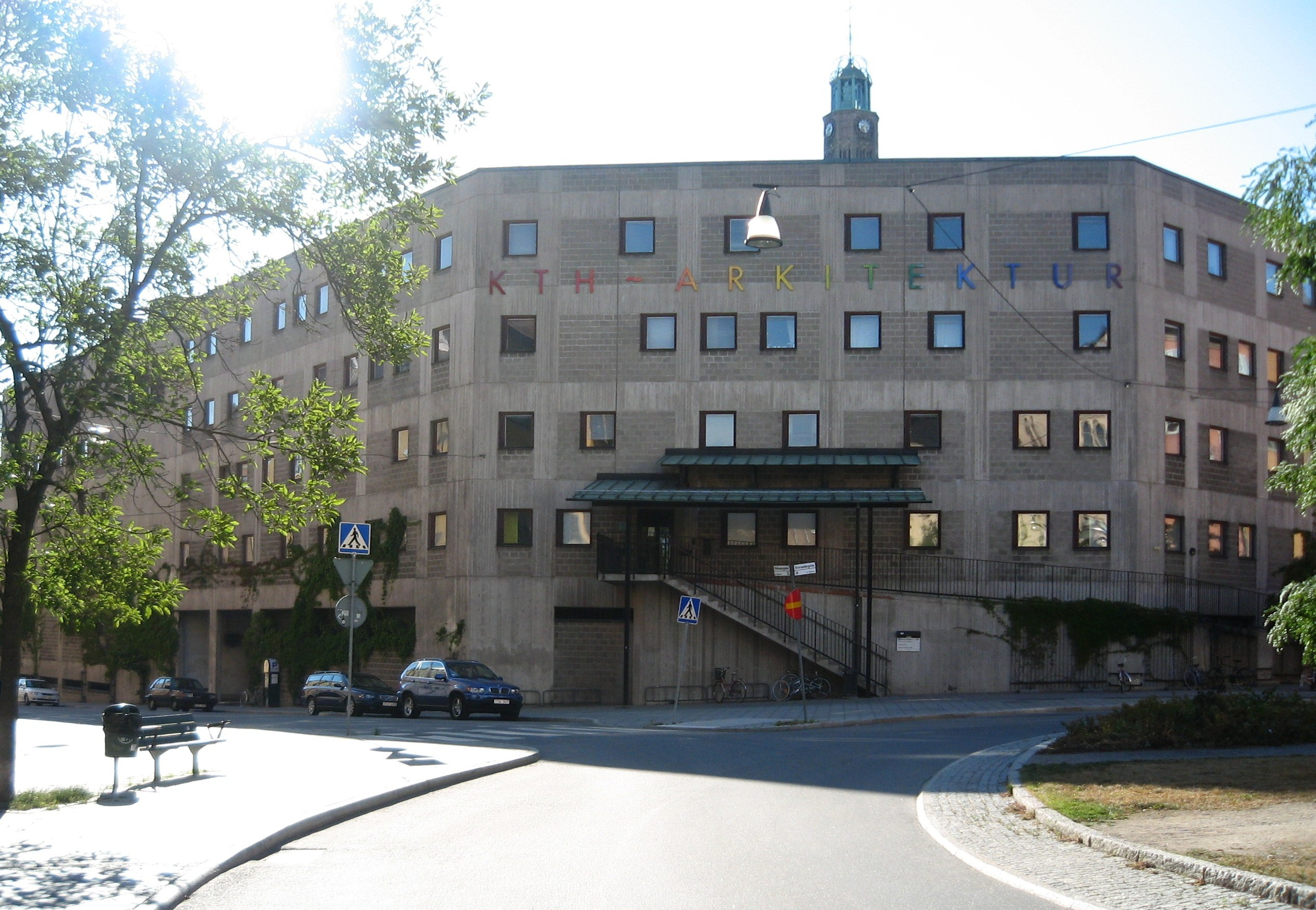
Den tidigare Arkitekturskolans byggnad, Östermalmsgatan

Sedan 2015 huserar skolan i Arkitekturskolans byggnad på Campus vid Valhallavägen i en byggnad som  ritades av Tham & Videgård Arkitekter.
Den ersatte den tidigare Arkitekturskolan på Östermalmsgatan vilken uppförts 1967-1969 efter arkitekt Gunnar Henrikssons ritningar i en stil som benämns brutalism.
Mellan 1959 och 1970 var skolan inrymd i det tidigare Högre lärarinneseminariet på Riddargatan.